# Притежателно право
Притежателно право (на английски: entitlement) e гаранцията за достъп до облаги, заради права или споразумения чрез закона и правото. Също така се отнася в по-неофициален смисъл до вярата на някой, че заслужава определено награда, възнаграждение или полза.  В английски се употребява и пейоративно в разговорния език (например „a sense of entitlement“ – букв. усет, чувство за притежателно право).
Като правен термин, притежателното право не носи ценностно отсъждане, но само означава дадено на някого право. Например в САЩ социалната сигурност е програма на/към притежателното право. 
В Разработването на земя (Land Development), Процесът на притежание е правният метод за придобиване на одобрения за правото да се развива определена собственост за желана нужда.
В компютърната сигурност, притежателно право може да се отнася до контрола на достъп.